# Романовка (Луцкий район)
Романовка (укр. Романівка) — село в Боратинской сельской общине Луцкого района Волынской области Украины.
Код КОАТУУ — 0722885203. Население по переписи 2001 года составляет 95 человек. Почтовый индекс — 45664. Телефонный код — 332. Занимает площадь 0,87 км².